# Frosta (personaggio)
Frosta è un personaggio del cartone animato statunitense She-Ra, la principessa del potere del 1985. È stata doppiata in originale da Erika Scheimer.  Nel reboot del 2018 She-Ra e le Principesse Guerriere è stata doppiata in originale da Merit Leighton.

## Biografia del personaggio
Frosta, nonostante le rare apparizioni nella serie animata Filmation, è un prezioso membro della Grande ribellione. È la regina del Castle Chill nel regno delle nevi, che si trova al polo nord di Etheria. Questa area di Etheria è stata presa di mira da Hordak solo in una occasione, probabilmente per via delle temperature rigide. I principali nemici di Frosta ed il suo popolo in realtà sono i Selkies, una razza proveniente da Galacia, che si trova vicino al proprio regno. Hordak si alleò proprio con i Selkies per attaccare Castel Chill.
Frosta è dipinta come un personaggio estremamente potente, dotata del potere di governare i ghiacci. La donna è infatti in grado di produrre ghiaccio e neve anche nelle zone più calde di Etheria. Può inoltre sparare ghiaccio dalle proprie mani, in grado di congelare gli avversari. Lo stesso potere permette a Frosta di crearsi un metodo di trasporto, simile a quello dell'Uomo ghiaccio dei fumetti Marvel.
Inoltre Frosta è apertamente innamorata di He-Man, ed estremamente gelosa se qualche altra ragazza si approccia a lui.